# Огоста (язовир)
 Тази статия е за язовира.  За реката вижте Огоста.  
„Огоста“ е язовир в Северозападна България, четвъртият по площ и втори по обем изкуствен водоем в страната. Събира водите на реките Огоста, Бързия и Златица, и се намира на 600 метра югозападно от крайните квартали на Монтана, на 60 метра над нивото на града. Водосборният басейн е с площ 948 км2, а самият язовир заема площ от 23,6 км2. Средногодишната водна маса е 384 млн. м3, а общият обем – 506 млн. м3.
Строителството на язовира трае 20 години и завършва през 1986 година. Открит е тържествено на 23 септември 1987 г. Под водите му остават две села, чиито жители са изселени в Монтана и Берковица – село Живовци, където са родени писателят и художник Иван Давидков и поетът, писател и журналист Анастас Стоянов и Калиманица, родното село на писателя Йордан Радичков.
Хидротехническото съоръжение е изградено с цел напояване на големи площи селскостопанска земя, простиращи се от Монтана до областта Златията край Лом, но до 1989 година е прокарана едва половината от необходимата тръбна инфраструктура и тя така и никога не е изградена докрай.
Понастоящем водата от язовира почти не се използва за напояване, а за производство на електричество в двете водноелектрически централи – „Кошарник“ и „Огоста“, разположена на язовирната стена. Язовирът е определен за аквакултури и любителски риболов. Разнообразието на рибата в него е голямо: шаран, каракуда, червеноперка, платика, костур, скобар, мряна, сом, щука, уклей, бяла риба.
Още от момента на пускането си в експлоатация, язовирът буди съмнения, че е опасен за разположения в непосредствена близост областен център и околните села. Местният клон на движение „Екогласност“ пуска до съда множество жалби, свързани със стабилността на язовирната стена. Със становище да се направи изследване на стената излиза Борислав Великов по времето, когато е председател на Народното събрание. От 2003 година язовирната стена се охранява от жандармерия.

## Галерия
- Снимки на язовир Огоста
- Южният край на язовира, край село Боровци с изчезващия под водата асфалтов път към обезлюдените села
- Изглед към язовир „Огоста“ и Врачанския Балкан
- Северния край на язовира, където е язовирната стена